# Juneid de Aydın
Juneid o Junayd Bey (en turco: İzmiroğlu Cüneyd: Cüneyd) fue el último señor (bey) del principado de Aydın, situado en el centro de la costa occidental de la moderna Turquía. No está clara la relación que tenía con la dinastía que regía el principado. Su padre desempeñó por largo tiempo el cargo de gobernador de Esmirna, donde gozaba de las simpatías de la población, durante el reinado del sultán otomano Bayaceto I. Esto le permitió a Juneid contar con el constante apoyo de la población de la región. 
Tamerlán venció a Bayaceto en la batalla de Angora; esta derrota otomana desencadenó una guerra civil por la sucesión entre sus hijos, un período que se conoce como el del Interregno otomano. Juneid aprovechó la coyuntura para atacar a los hermanos aydıníes, Isa y Umur II, a los que Tamerlán había devuelto el trono. Los dos hermanos murieron a comienzos de 1406 y Juneid quedó como señor indiscutible de los antiguos dominios aydıníes. Al igual que los demás señores de la región, tanto cristianos y como musulmanes, participó en la guerra civil entre los hijos del difunto Bayaceto: İsa, Solimán, Musa y Mehmed, y cambió de bando en varias ocasiones. Primero sostuvo a İsa contra Mehmed, y luego se hizo vasallo de Solimán. Sus continuos esfuerzos por aprovechar el conflicto para ampliar su poder e independencia empujaron a Solimán a despacharlo como gobernador provincial de Ocrida, en Rumelia, en 1410. Juneid volvió a Anatolia y se apoderó de Esmirna después de que Musa derrocase y matase a su hermano Solimán en 1411, pero tuvo que reconocer la autoridad de Mehmed. Cuando este se ausentó y marchó a Rumelia para luchar contra Musa, Juneid recuperó la independencia y atacó a los señores vecinos. Esto hizo que Mehmed formase una liga regional contra él en 1414. La madre de Juneid intercedió por su hijo y le salvó la vida; este perdió de nuevo su señorío y fue enviado por segunda vez a Rumelia en calidad de gobernador, esta vez de Nicópolis. Allí se sumó a la fallida rebelión de Mustafa Çelebi; los bizantinos acabaron apresando a ambos en 1416, por acuerdo con Mehmed.
Mehmed falleció en el 1421 y su hijo Murad II rehusó cumplir lo que su padre había prometido a los bizantinos. En consecuencia, Mustafa y Juneid fueron liberados. Los señores de las marcas de Rumelia se sometieron a Mustafá, que venció al ejército que el visir Bayaceto Bajá dirigió contra él; Juneid hizo ajusticiar al visir vencido. Juneid abandonó a Mustafá cuando este decidió marchar a enfrentarse a Murad en Anatolia. Mustafá se retiró a Rumelia, donde fue capturado y ejecutado. Mientras, Juneid recuperó el poder en su principado, que conservó hasta 1424, cuando Murad finalmente se volvió contra él. Expulsado de Esmirna, Juneid buscó refugio en la fortaleza de İpsili. Barcos genoveses completaron el cerco de la plaza por el lado del mar a comienzos de 1425, lo que le obligó a capitular. Le habían prometido que tanto él como su familia salvarían la vida, pero pese a ello todos fueron ajusticiados; así se extinguió el linaje aydıní.

## Antecedentes y origen

Los beylicatos de Anatolia hacia el 1330. El otomano (Osmanoğulları) está situado al nordeste, y el aydıní (Aydıningúnğulları), al oeste, junto al Egeo.

El Beylicato de Aydın era un pequeño principado turcomano (emirato o beylicato) de Anatolia occidental que había surgido de la desintegración del Sultanato selyúcida de Rum. Se sabe poco de su fundador epónimo, Aydıningúnğlu Mehmed Bey, que antes había estado al servicio de los germiyaníes. Mehmed Bey (1308-1334) extendió el beylicato conquistando tierras bizantinas a lo largo del Caístro hasta la costa del Egeo. Los dos puertos principales eran Ayasoluk, cerca de las ruinas del antiguo Éfeso, y Esmirna; la capital era Birgi. Alcanzó su apogeo en tiempos del hijo de Mehmed, Umur (1334-1348), que hizo de él una potencia naval. Umur participó en la guerra civil bizantina de 1341-1347 y llevó a cabo incursiones contra los Estados cristianos del Mar Egeo. Esto originó dos cruzadas contra Esmirna y la conquista por parte de los latinos del puerto y la parte baja de la ciudad. Umur murió luchando en Esmirna en el 1348. El principado decayó en tiempo de sus sucesores y fue anexionado por el sultán otomano Bayaceto I (1389-1402) en 1390.
No se conoce con certeza el origen de Juneid. Abundan las fuentes que tratan la época, que tienen orígenes diversos y varían en extensión, detalle y fiabilidad. La principal fuente contemporánea sobre la carrera de Juneid es la crónica  del historiador bizantino Ducas. Este lo llama «Juneid, el hijo de Kara-subashi» (subashi era un título de gobernador y no un nombre propio) e indica que este Kara era «un hombre valiente, distinguido en la guerra», que había servido desde hacía muchos años como gobernador de Esmirna para Bayaceto I y que se había granjeado el respeto y la lealtad de los esmirneos. En las fuentes turcas, el padre de Juneid se llama Ibrahim o Ibrahim Fatih («Ibrahim el Conquistador»). El historiador turco Himmet Akın sugiere que era Ibrahim Bahadur, hijo de Mehmed Bey y señor de Bodemya. Esta hipótesis la comparte Irène Mélikoff en su artículo sobre Juneid en la Encyclopaedia of Islam. No así la estudiosa griega del período otomano Elizabeth Zachariadou, que señala que no hay fuentes que registren vínculo alguno entre Ibrahim Fatih y Bodemya, mientras que aquel sí tiene estrechos lazos con la región de Esmirna, en la que creó varias fundaciones piadosas. Basándose en la obra satírica del autor bizantino contemporáneo Mazaris, Zachariadou propone que Ibrahim puedo haber sido un renegado bizantino.
En conclusión, no está clara la relación de Juneid con el linaje aydıní, si bien puedo haber pertenecido a una rama menor de la familia. Varios documentos genoveses publicados por primera vez en 1999 aportan alguna luz sobre su familia. Uno de ellos data de 1394 y menciona al subassi Smirarum (el subashi de los esmirneos), esto es, el padre de Juneid. Trata de las negociaciones sobre la liberación de dos de los hijos del subassi, a los que había apresado el capitán latino de Esmirna. Kastritsis afirma que Juneid pudo haber sido uno de ellos. Se sabe que Juneid tuvo un tío, Qurt Hasán, y tres hermanos: Hasán Agha, Bayaceto y Hamza.

## Comienzo del Interregno otomano (1403-1405)

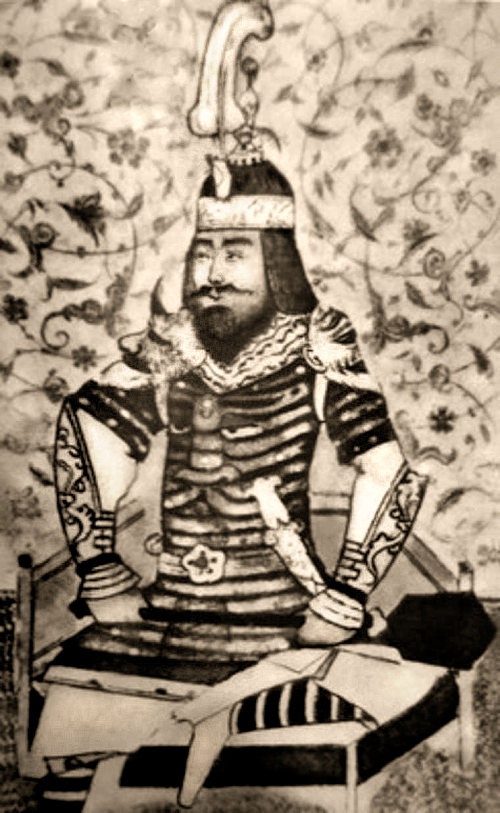
Tamerlán en una miniatura del siglo.

Tamerlán venció y apresó a Bayaceto en la batalla de Angora de agosto de 1402. El vencedor pasó el invierno siguiente en las tierras aydıníes, dedicado a arrebatar la ciudad baja de Esmirna a los hospitalarios. Nombró al principio a un tal Mehmed gobernador de Ayasoluk –según Kastritsis y Zachariadou, probablemente uno de sus grandes vasallos turco-mongoles–, donde fijó su corte mientras permaneció en la región. Se retiró a Anatolia en marzo de 1403, planeando marchar contra China. Dejó el control de las tierras aydıníes a Isa y Umur II, nietos de Mehmed Bey. Juneid parece que aprovechó la inestable situación política que había creado la marcha de Tamerlán para hacerse con Esmirna (que, tras la campaña de Tamerlán, estaba ya completamente en poder de los musulmanes). Se ignora cómo lo logró. En la narración de Ducas, por ejemplo, aparece sin más al frente de un ejército reclutado en la ciudad para expulsar a los aydıníes de Ayasoluk, un acontecimiento que los historiadores modernos fechan en 1405.
La captura de Bayaceto y su fallecimiento tres meses después desencadenaron el período que se conoce con el nombre de Interregno otomano: una guerra civil en la que sus hijos se disputaron el trono y que duró del 1402 hasta el 1413. Los territorios vecinos, inclusive los estados cristianos de la región (el Imperio bizantino, Valaquia y Serbia) se vieron envueltos en el conflicto para defender sus fronteras contra la amenaza renovada del expansionismo otomano. Los beylicatos menores de la región que habían resurgido merced a Tamerlán tuvieron que reconocer la autoridad del pujante señor osmanlí, al tiempo que los príncipes de la casa trataban que obtener su apoyo reconociéndoles la autonomía. Los beys anatolios solían reconocer como señor a aquel de los príncipes otomanos que dominase Bursa –la primera capital otomana y todavía formalmente la Dar al-Saltana («sede del sultanato»).
El segundo hijo de Bayaceto, Süleyman Çelebi (Solimán), señoreaba la provincias otomanas de los Balcanes (Rumelia). En Anatolia, los territorios paternos quedaron divididos entre sus dos hermanos İsa Çelebi y Mehmed I (el que finalmente venció en la guerra fratricida). İsa gozó de ventaja al comienzo, puesto que controlaba el núcleo original del Estado osmanlí: Bitinia (región donde se ubica Bursa), mientras que Mehmed tenía las zonas periféricas, recientemente conquistadas, el eyalato de Rum. Mehmed venció a su hermano entre marzo y principios de mayo de 1403 en la batalla de Ulubad y se adueñó de Bursa, obligando a İsa a buscar amparo en la capital bizantina, Constantinopla. İsa volvió a Anatolia con el apoyo de Solimán en torno al 18 de mayo de 1403. Sitió y saqueó Bursa, pero fue derrotado otra vez por Mehmed cerca de la ciudad. İsa se coligó entonces con İsfendiyar Bey de Kastamonu, pero no pudo evitar volver a ser vencido una tercera vez en Gerede.
İsa marchó a Esmirna, donde firmó una alianza con Juneid. A través de este, la liga se extendió a los señores vecinos de Saruhan, Menteşe Teke y Germiyán. No se sabe con certeza si para entonces Juneid era vasallo de Solimán como sí lo fue después. Kastritsis cree que, si lo era, entonces el que tomase partido por İsa se debió a Solimán por entonces sostenía a este contra Mehmed. Los aliados contaban con un ejército mayor que el suyo, pero Mehmed los batió pese a todo en las cercanías de Esmirna, merced en parte a la liga que por su lado había rubricado con los karamánidas y con el beylicato de Dulkadir. Para mantener su autoridad, Juneid hubo de someterse al vencedor y solicitar su perdón, mientras İsa, que trató de huir, fue prendido y estrangulado en Eskişehir.
La victoria de Mehmed y el reforzamiento de su poder inquietaron a Solimán, que invadió Anatolia a finales de 1403 o principios de 1404 y ocupó Bursa. Mehmed no pudo detener al ejército de su hermano, más vasto que el suyo, y se replegó al este, a Rum; se estableció entonces un equilibrio entre los dos hermanos que duró hasta el 1410.

## Conquista del beylicato aydıní (1405-1406)

Mapa del Beylicato de Aydın y su región circundante en los siglos y.

Juneid reunió un ejército de más de quinientos soldados en la primavera del 1405, muchos de los cuales eran esmirneos, con el que conquistó Ayasoluk y expulsó del principado a los hermanos aydıníes, Isa y Umur. Según Ducas, Juneid proclamó que actuaba en nombre de Solimán, que lo apoyó con dinero. En la lucha que siguió, los aydıníes parece que contaron por su parte con el respaldo de Mehmed. Un informe de la colonia veneciana de Creta indica que, a principios del verano del 1405, Mehmed se coligó con los señores de Aydın (Umur) y Menteshe, y que Juneid tomó partido en su contra y a favor de Solimán.
Isa de Aydın fue asesinado por Juneid cerca de Palaiópolis, pero Umur logró escapar. El tío de este, Ilyas Bey, señor de Menteshe, marchó contra Ayasoluk para auxiliarlo. Ducas afirma que este ejército lo componían seis mil soldados, y que Juneid y el Kara-subashi solo contaban con la mitad. La ciudad la defendió el Kara-subashi, mientras que Juneid hizo lo propio con Esmirna. Ayasoluk se rindió tras un bombardeo de dos días con proyectiles incendiarios, pero el Kara-subashi aguantó en la ciudadela hasta que capituló en el otoño. Ducas cuenta que Ilyas Bey encarceló al Kara-subashi y a su séquito en Marmaris. Juneid se embarcó en una galera ligera e hizo la singladura hasta allí, habiendo anunciado secretamente su llegada a los cautivos. Estos organizaron un banquete para sus guardianes y cuando los guardias se sumieron en el estupor de la bebida, los prisioneros se deslizaron por las murallas del castillo y huyeron a Esmirna en el navío de Juneid.
Este asedió a Umur en Ayasoluk a comienzos del invierno. Abandonó el cerco tras pactar con él que desposaría a una de sus hijas. Según Ducas, Juneid reconoció la autoridad de Umur en las tierras aydıníes y rescindió su sometimiento a Solimán. Juntos, los dos hombres visitaron el principado aydıní hasta Alaşehir, Salihli, y Nif. Según Ducas, Juneid se instaló en esta región con sus fieles y entregó la provincia entera a sus parientes y amigos. Habiendo extendido así su control sobre las tierras aydıníes, asesinó a Umur cuando los dos regresaron a Ayasoluk (en el invierno del 1405 o la primavera del 1406) y se hizo con el poder en el principado.. Según Kastritsis, los estudiosos modernos han visto en la revuelta de Juneid un retorno a la situación anterior al triunfo de Tamerlán y un levantamiento contra los gobernadores nombrados por este. Es evidente que Juneid gozaba de gran apoyo en la región, gracias al largo gobierno de su padre en la zona.

## Entre Solimán y Mehmed (1406-1413)

Mapa del sur de los Balcanes y del oeste de Anatolia en 1410. Los territorios otomanos y turcos aparecen en tonos marrones; los bizantinos, en rosa; los venecianos y de influencia veneciana, en verde; y otros principados latinos, en azul.

Juneid se aprestó a hacer frente a la previsible reacción del príncipe otomano tras haberse independizado de él; marchó en persona a Konya y Kütahya para formar un frente común con los beys de Karamán y Germiyán. Según Ducas, el bey de Karamán acudió en su auxilio con tres mil hombres y el de Germiyán, con diez mil. Los dos ejércitos se sumaron a los cinco mil soldados con los que contaba Juneid en Ayasoluk. Mientras tanto, Solimán, al frente de veinticinco mil soldados, había avanzado hacia Esmirna por Bursa y Pérgamo. Al enterarse de la llegada de los contingentes enemigos, se trasladó a las proximidades de Ayasoluk y erigió un campamento fortificado. Los dos bandos rehuían el combate, pero los espías de Juneid le informaron de que los supuestos aliados planeaban cogerlo y entregarlo a Solimán para obtener de él una recompensa. Juneid ordenó al punto a su hermano, que guardaba la ciudadela de Ayasoluk, de que redoblase la vigilancia, y cabalgó al frente de sus tropas a reunirse con Solimán. Ducas cuenta que Juneid se puso una soga al cuello y se presentó al señor otomano como pecador arrepentido. Solimán quedó conmovido y lo perdonó, pero cuando Juneid propuso marchar con el ejército contra los beys de Karamán y Germiyán, Solimán rehusó, y solamente avanzó hacia Ayasoluk tras haber amanecido. Los dos beys, tras haberse dando cuenta de que Juneid se había marchado durante la noche, reunieron a sus tropas y se apresuraron a retirarse al este.
Algunos informes de la República de Ragusa fechados en junio de 1407 indican que Solimán había derrotado a Mehmed en batalla y que este había huido a una montaña cercana a Esmirna. Los informes venecianos de septiembre del mismo año afirman que Solimán preparaba su flota para zarpar de Galípoli contra Ayasoluk, Palatia y Esmirna. Esto indica que tanto Juneid y como el señor de Menteshe (que tenía su capital en Palatia) eran por entonces aliados y supuestos vasallos de Mehmed.
Solimán hubo de volver a Rumelia en junio del 1410 debido a las acciones de un cuarto hermano, Musa Çelebi. Este se había refugiado en Valaquia y en 1409 cruzó el Danubio y penetró en las tierras de Solimán, donde se le unieron pronto numerosos partidarios. Según Ducas, Solimán se llevó consigo a Juneid y lo nombró gobernador de Ocrida; las tierras de Juneid las entregó a otro gobernador. Sin embargo, en julio de 1410, el Senado veneciano todavía tenía a Aydın y Menteshe por beylicatos independientes, lo que indica que no estaban sometidos a Solimán. El Senado ordenaba a sus capitanes que concluyesen tratados con ellos y que, si no lo conseguían, los atacasen. El trato de Juneid por parte de Solimán lo explica una moneda descubierta recientemente, acuñada por Juneid en el AH 812 (entre el 16 de mayo del 1409 y el 5 de mayo del 1410). En ella afirma que Mehmed era su señor, lo que implica que la autoridad de Solimán sobre los eylicatos anatolios se estaba debilitando con el tiempo, y que Solimán se aseguró la lealtad de Juneid llevándoselo consigo. El nombramiento como gobernador de Ocrida fue probablemente un gesto calculado. El historiador Dimitris Kastritsis lo describe como un intento de dominar parte de la Rumelia central entregándola a alguien de probada ambición, que además dependía totalmente de Solimán y que carecía de lazos con los círculos políticos de Rumelia. Servía además para tener a Juneid apartado de Anatolia.
Solimán venció al comienzo a Musa, pero el 17 de febrero del 1411, este emprendió un ataque sorpresa contra Edirne y mató a su hermano. Aprovechando la confusión resultante, Juneid abandonó su puesto, regresó a Esmirna, recuperó gran parte de sus tierras y decapitó al gobernador nombrado por Solimán. La crónica otomana anónima Unḥvāl-i Sulṭān Meḥemmed (Asuntos del sultán Mehmed) señala que tras ser vencido por Musa en la batalla de İnceğiz (en el invierno del 1411/1412), Mehmed tuvo que marchar contra Juneid. Este se había apoderado de la provincia de Aydın y cercaba Ayasoluk, cuyo gobernador era evidentemente leal a Mehmed. El cronista escribe que Mehmed recuperó la provincia y que Juneid fue asediado en la «ciudadela de Esmirna». Esta referencia es problemática puesto que la ciudadela de ciudad había sido arrasada por Tamerlán. Según Kastritsis, puede haber sido una referencia equivocada a Ayasoluk, a no ser que la ciudadela de Esmirna hubiese sido reconstruida para entonces. En cualquier caso, al final Juneid se rindió a Mehmed. Este le dejó en posesión de sus dominios, pero le exigió que acuñase las monedas y pronunciase la oración de los viernes —la Jutba– en su nombre (símbolos tradicionales de soberanía en el mundo islámico.

## Durante el reinado de Mehmed (1413-1421)

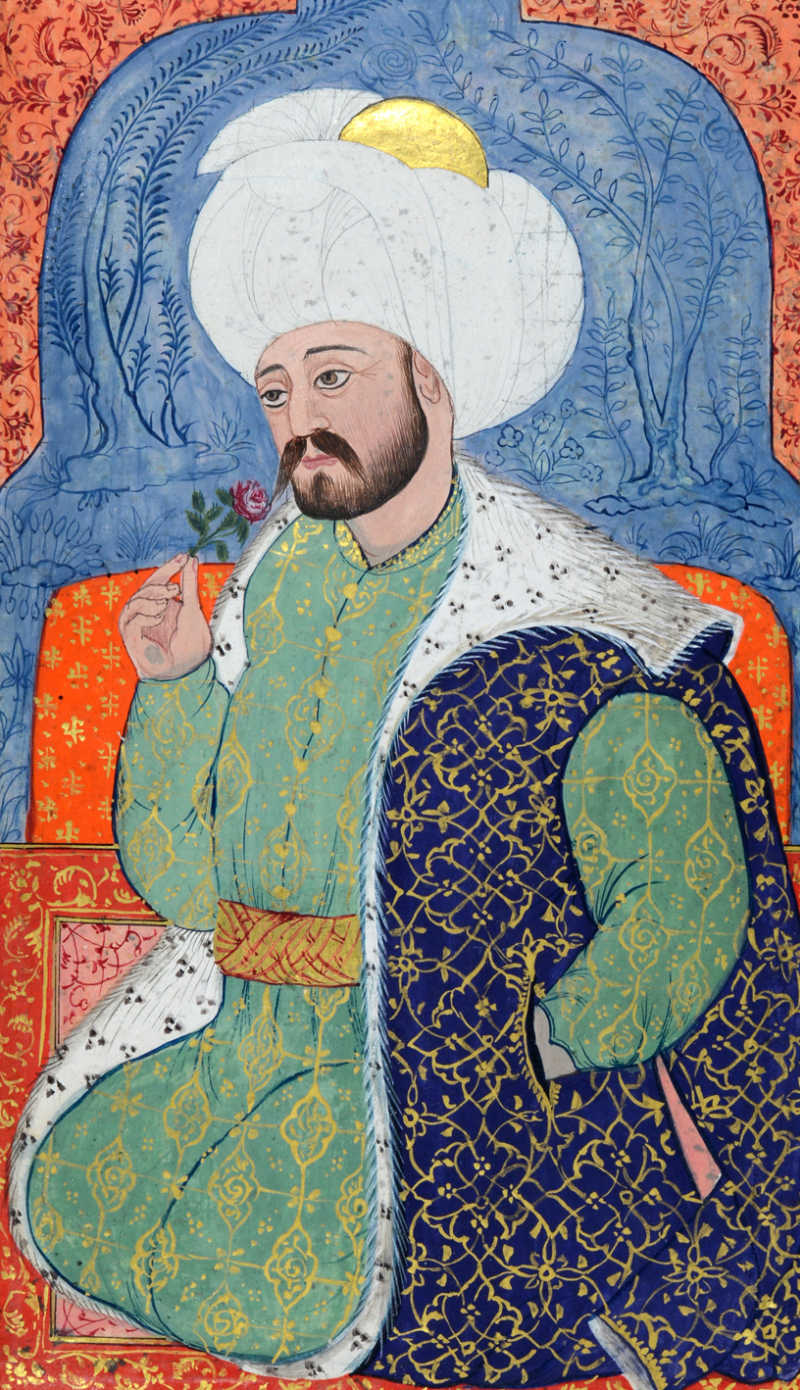
Mehmed I en una miniatura otomana del.

Mehmed venció a Musa en la batalla de Çamurlu en julio del 1413 y afianzó con ello su control sobre Rumelia. Volvió entonces a Anatolia. En ausencia de Mehmed, el bey de Karamán había saqueado Bursa. Juneid también había aprovechado la ausencia para expandirse a costa de sus vecinos. Según Ducas, Mehmed le envió mensajes a Juneid ordenándole que devolviese las tierras de las que se había adueñado. Le propuso que conservase su señorío original a cambio de que le diese a su hija en matrimonio. Cuando Juneid recibió el mensaje, reaccionó con «arrogancia y gran desprecio», casó a la hija con un esclavo, un albanés converso llamado Abdalá, y ordenó al emisario de Mehmed que llevase a su amo el insultante mensaje de que había tomado por yerno a un albanés como él, un liberto, y que ya tenía por señor a alguien tan poderoso como él, pero más joven y sabio.
Mehmed se dirigió al sur a lidiar con Juneid tras restaurar Bursa. Juneid reforzó las defensas de sus castillos y esperó la llegada del enemigo en Ayasoluk. Su madre, sus hijos y su hermano Bayaceto quedaron en la capital, Esmirna, que preparó para sostener un asedio largo. Mehmed tomó de camino al sur por asalto las fortalezas de Kymai, Kayacık y Nif. En esta última encontró al esclavo Abdalá y lo hizo castrar como venganza por el insulto que le habían inferido. Cuando llegó ante de Esmirna acudieron ante él gran número de señores de los alrededores –según Ducas, los señores de la vieja y la nueva Focea, Germiyán y la alta Frigia, Menteshe en Caria, los señores de Mitilene y Quíos en sus trirremes y el gran maestre de Rodas–. Se le sometieron y le ofrecieron colaborar contra Juneid. Ducas explica que lo hicieron por dos razones: la bondad y poderío militar de Mehmed y el carácter artero y rapaz de Juneid. La madre, la mujer y los hijos de Juneid se presentaron al sultán tras diez días de asedio y se sometieron a él, entregándole la ciudad.
Su madre siguió intercediendo en su favor hasta que Mehmed lo perdonó; entonces Juneid se presentó ante el sultán y le rindió pleitesía. Según Ducas, Mehmed lo envió nuevamente a Rumelia, como gobernador de la provincia fronteriza de Nicópolis, en Bulgaria, mientras entregaba la provincia de Aydın al príncipe búlgaro Alejandro.
Al poco, reapareció y marchó a Valaquia Mustafá Çelebi, otro de los hijos de Bayaceto que había sido apresado en Angora, pero al que Tamerlán había libertado antes de morir. Como Nicópolis estaba cerca de Valaquia y Mehmed no confiaba en la fidelidad de Juneid, envió dos criados de confianza para que lo matasen, pero Juneid cruzó el Danubio y se unió a Mustafá en Valaquia dos días antes de que llegasen a la ciudad. Mustafá nombró visir a Juneid. Con los soldados que les prestó el señor valaco Mircea I (1386-1418), Mustafá y Juneid penetraron en Tracia e intentaron que las fuerzas otomanas de la región se rebelasen. No lo consiguieron, por lo que se refugiaron en Constantinopla. Pasaron a la también bizantina Tesalónica en la primavera del 1416 y trataron de atraerse a los  señores otomanos de las marcas (uç serğleri) de Macedonia. Se apoderaron de Serres, pero apenas atrajeron partidarios. Mehmed los venció en el otoño. Mustafá y Juneid volvieron a buscar refugio en Tesalónica, cuyo gobernador, Demetrio Lascaris Leontares, los protegió. Mehmed asedió la ciudad, hasta que el emperador Manuel II Paleólogo (1391-1425) se avino a mantenerlos como rehenes mientras viviese Mehmed a cambio de un pago anual de trescientos mil akçes. Según Ducas, Mustafá fue enviado a la isla de Lemnos, mientras que Juneid quedó encerrado en el monasterio de Pammakaristos en Constantinopla.

## Segunda revuelta de Mustafá (1421-1422)

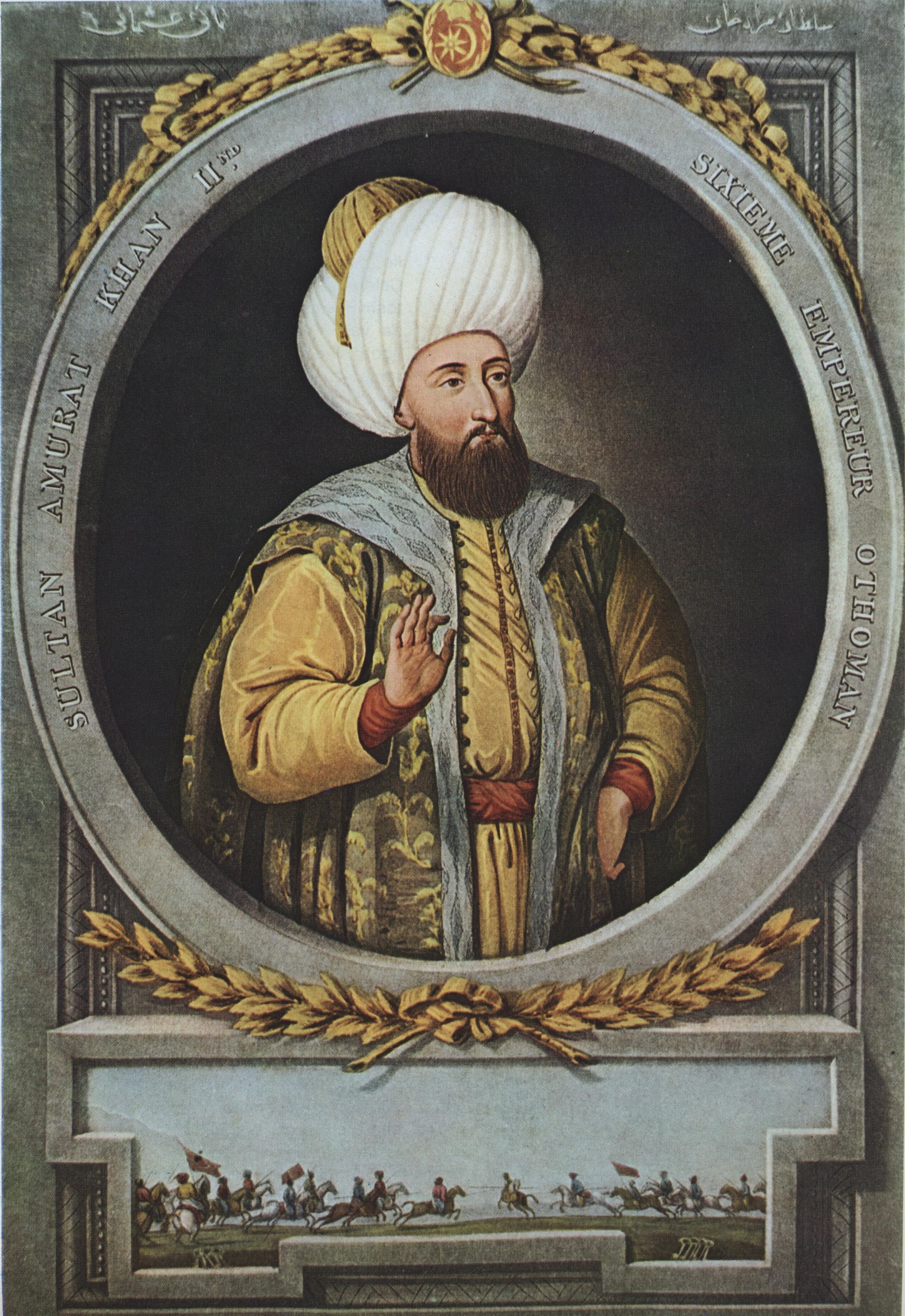
Retrato idealizado de Murad II obra de Konstantin Kapıdağlı

Mehmed murió en el 1421; le sucedió en el trono su hijo de diecisiete años, Murad II. En su testamento, Mehmed había destinado a sus dos hijos menores, Yusuf y Mahmud, como rehenes del emperador bizantino, pero el visir de Mehmed, Bayaceto Bajá, se negó a entregarlos. En respuesta, los bizantinos libertaron a Mustafa y Juneid, viendo en ello no solo la posibilidad de que surgiese con ellos un Estado otomano afín, sino también la de recuperar territorios perdidos en el norte de Grecia, la costa del mar Negro y Galípoli. Después de que Mustafá hubo jurado solemnemente obedecer al emperador y cederle las tierras que codiciaba, una flota bizantina al mando de Demetrio Leontares les llevó a él y a Juneid a Galípoli el 15 de agosto de 1421. Los soldados de Mustafá y de Leontares desembarcaron ante la ciudad, cuya guarnición y milicia local se habían reunido para hacerles frente. Ducas afirma que no pudieron, no obstante, detener a Juneid, más veterano que ellas, que las venció y les obligó a refugiarse tras las murallas. Mustafá se dirigió entonces a la guarnición y convenció a muchos para que se rindiesen; a la mañana próxima, entró en Galípoli. Desde allí marchó hacia Edirne, mientras Leontares asediaba la ciudadela de Galípoli, que seguía resistiendo.
Esta vez sí que se unieron a Mustafá muchos de los señores de las marcas de Rumelia, entre ellos Turahan Bey, los hijos de Evrenos, y la familia Gümlüoğlu. Su autoridad se extendió pronto por gran parte de Macedonia, incluidas las ciudades de Yeniye y Serres, en las empezó a acuñar moneda. Murad envió a Bayaceto Bajá con un ejército de anatolios a hacer frente a Mustafá. Los dos ejércitos se encontraron en Sazlıdere, cerca de Edirne, pero las tropas de Bayaceto se pasaron casi en bloque al enemigo después de que este les mostrase las cicatrices de las heridas que había sufrido en la batalla de Angora. Bayaceto se rindió y fue ejecutado –según Ducas, a instigación de Juneid–. Su hermano Hamza Bey fue perdonado porque Juneid tuvo lástima de su juventud, según Ducas. Mustafá entró triunfalmente en Edirne. Cuando los defensores de la ciudadela de Galípoli se enteraron, también capitularon y abandonaron la fortaleza. Según Ducas, Leontares se preparaba para tomar posesión de Galípoli cuando regresaron Juneid y Mustafa. Estos le informaron de que rescindían el acuerdo que habían firmado, puesto que no podían tolerar la entrega de su propio pueblo al infiel. Leontares protestó con vehemencia, pero no pudo sino reunir a sus hombres y volver a Constantinopla, mientras Mustafá organizaba una flota propia y reforzaba las defensas del puerto.
A raíz de incumplimiento de la palabra dada, el emperador Manuel envió emisarios a Murad. A cambio de transportar a su ejército a Europa, Manuel pidió que le entregase Galípoli y a sus dos hermanos menores como rehenes –condiciones similares a las impuestas antes a Mehmed y Solimán–. Las negociaciones se estancaron: Murad no estaba dispuesto a aceptar las exigencias bizantinas; pero el podestà (gobernador) genovés de la Nueva Focea, Giovanni Adorno, se ofreció a trasladar al ejército de Murad. Mustafá se mostró preocupado por la noticia y Juneid lo convenció para que se adelantase y pasase él a Anatolia antes de que llegasen a Europa las huestes enemigas. Según Ducas, las razones de Juneid eran puramente personales: Mustafá se había vuelto disoluto, y si era derrotado por su hermano mientras Juneid estaba aún en Europa, corría el riesgo de ser capturado por los bizantinos, posibilidad poco halagüeña tras la traición de Galípoli. Así Juneid trató de regresar a Anatolia y a su principado cuanto antes.
Acompañó a Mustafá a Anatolia al año siguiente. Su ejército era tan grande que, según Ducas, tardó tres días en cruzar el Helesponto por Lámpsaco. Murad llevó al ejército de Bursa a Lopadion para cerrarles el paso; allí sus hombres derruyeron el puente sobre el río Nilüfer, bloqueando así el avance de Mustafá. Ducas informa puntualmente que los consejeros de Murad emplearon al hermano de Juneid, viejo y buen amigo de Murad, para que se encontrase con Juneid por la noche y le convenciese para que se cambiase de bando, prometiéndole devolverle sus antiguos dominios. Al poco de anochecer, Juneid reunió en secreto a sus mejores amigos y a sus deudos y les dio setenta veloces corceles. Cogieron tanto oro, plata y objetos preciosos como pudieron transportar y abandonaron el campamento de Mustafá, dirigiéndose al galope a Esmirna. Según Ducas, en esa noche recorrieron lo que en dos jornadas normales de camino. El grupo llegó ante la ciudad al anochecer del día siguiente y fue bien recibido por los habitantes. La deserción de Juneid fue tan solo una de las estratagemas y argucias de Murad que describe el historiador y testigo presencial de la campaña, Ashik Pasha-Zade. A Mustafá lo abandonaron también los beys de Rumelia y hubo de replegarse a Galípoli y Edirne. Murad lo persiguió, cruzando los Dardanelos el 15 de enero de 1422 en los barcos que le proporcionó Adorno. Mustafá trató huir a Valaquia, pero fue reconocido, apresado y ahorcado en Edirne.
Tras el regreso de Juneid a Esmirna, Mustafá, un aydıní que se había mantenido en la comarca de Ayasoluk, reunió a sus hombres y marchó contra él. Juneid se apresuró a reunir su propio ejército. Recibió la crucial ayuda, según Ducas, de los montañeses de la región, muy belicosos y marciales y amigos de su padre. En una semana juntó más de dos mil soldados armados con arcos, hachas, jabalinas y lanzas bastas. Los dos ejércitos se encontraron en una zona cenagosa y boscosa llamada Mesavlion. Al comenzar la batalla, Juneid consiguió matar a Mustafá de un mazazo y los soldados enemigos se le sometieron. La muerte de Mustafá eliminó al último contrincante regional de Juneid, que recobró rápidamente todo su antiguo beylicato.

## Fin del principado aydıní (1424-1425)

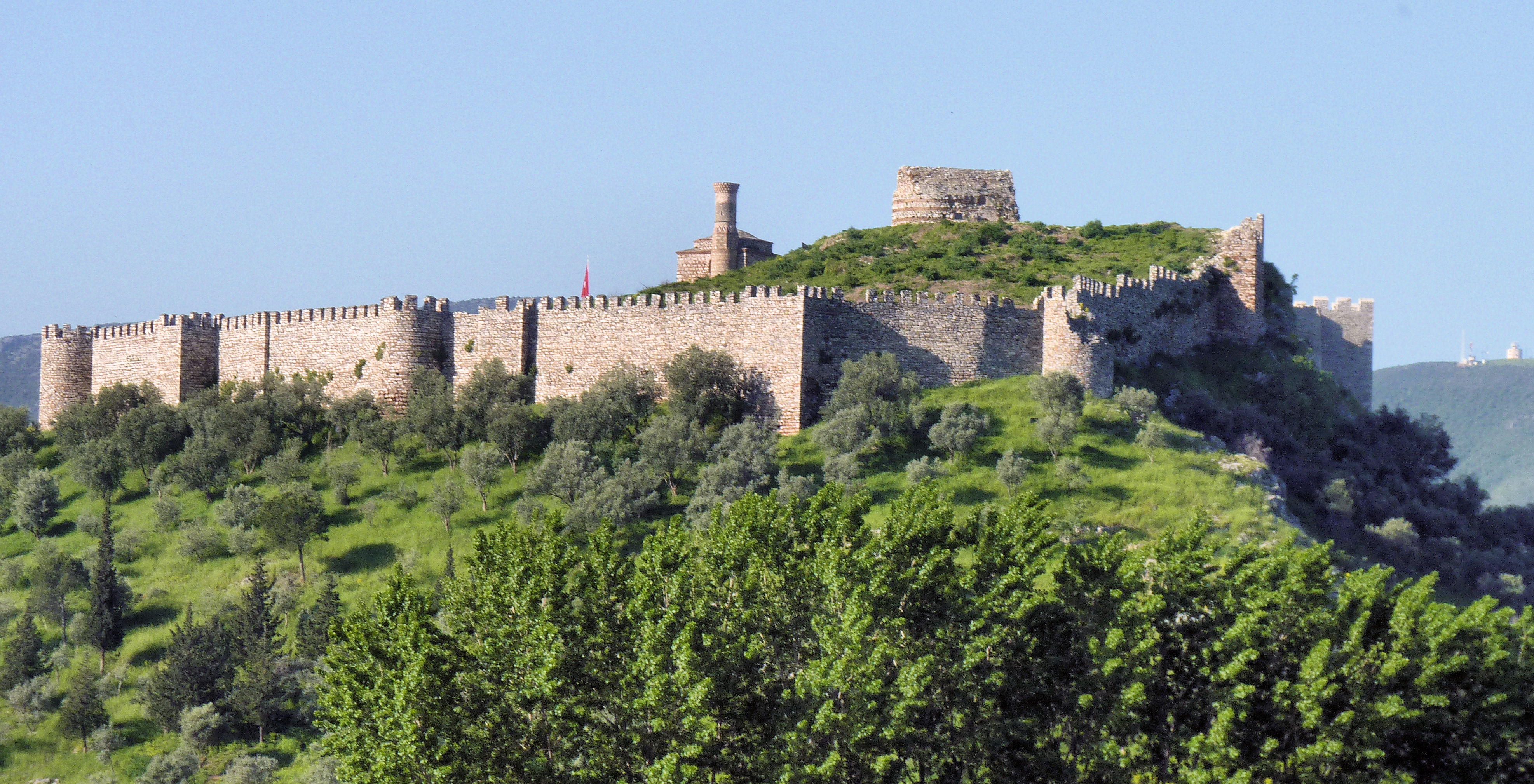
La ciudadela de Ayasoluk

Murad se dirigió contra Juneid en 1424, tras haber desbaratado amenazas en otros territorios; pretendía dejarle únicamente Esmira y su comarca. Según Ducas, el sultán envió una misiva a Juneid pidiéndole que le enviase a uno de sus hijos en calidad de rehén, como se había acordado en Lopadion. Se afirma que Juneid se limitó a responder: «Haced como gustéis y dejad el resultado a Dios». Mientras Murad había estado ocupado en los Balcanes, había nombrado a Halil Yajshi, un renegado griego, jefe de sus tropas en Anatolia. Yajshi era cuñado de Bayaceto Bajá, a quien había hecho ajusticiar. Los dos ejércitos se encontraron en la llanura de Akhisar. El benjamín de Juneid, Qurd, cargó contra el enemigo. Yajshi ordenó a sus hombres que le abriesen paso, por lo que Qurd cruzó las filas enemigas y se colocó a retaguardia de ellas. Su padre, más cauto, no participó en la maniobra. Qurd cayó luego en una celada de los hombres de Yajshi y fue hecho prisionero. Juneid se retiró y Yajshi se apoderó de Ayasoluk y Tiro. Fue nombrado gobernador de la provincia de Aydın. Qurd fue enviado a Edirne, y luego, con su tío Hamza, encarcelado en Galípoli. Juneid, sin embargo, no se sometió y continuó con sus correrías. En una de ellas capturó a una hermana de Yajshi, a la que luego ejecutó. Como resultado, Murad envió al beylerbey de Anatolia, Oruj, contra él. Esmirna cayó y Juneid se retiró a la fortaleza de İpsili, en la costa del Egeo, frente a la isla de Samos.
Juneid envió emisarios desde allí a la República de Venecia, solicitando ayuda para sí y para el hijo de Mustafá, que estaba con él. No obtuvo ninguna. Entretanto, Oruj murió y obtuvo su cargo Hamza Bey, el hermano de Bayaceto, a quien Juneid había perdonado la vida. Hamza Bey sitió İpsili. Juneid partió en barco en 1425 a solicitar el socorro del bey de Karamán, pero este, que desconfiaba de él por sus anteriores experiencias, solo le proporcionó quinientos soldados y algo de dinero. Sin embargo, este contingente le bastó para desbaratar efímeramente el asedio, pues marchó por tierra y sorprendió a los sitiadores mediante un ataque nocturno. Al día siguiente, sin embargo, el enemigo se reagrupó y obligó a Juneid y a sus hombres a refugiarse en la fortaleza. Según Ducas, incluso con los hombres de Karamán, Juneid apenas contaba con unos mil soldados, que tenían que enfrentarse a un ejército mucho mayor, de unos cincuenta mil soldados. İpsili era una fortaleza recia e inaccesible por el lado de tierra, aunque vulnerable por mar. En consecuencia, Hamza Bey solicitó la colaboración de los genoveses de Quíos. Llegaron tres barcos al mando de Persivas Pallavicini para completar el cerco por mar. Esto desmoralizó a la guarnición; a la noche siguiente los hombres de Karamán abrieron las puertas y abandonaron la plaza. Solo unos cuantos lograron evitar a los sitiadores otomanos. Temiendo que el resto de sus hombres también desertase, Juneid se dirigió a Yajshi, que mandaba el asedio en ausencia de Hamza. Se entregó con la fortaleza, habiéndosele prometido que podría presentar su caso ante Murad sin sufrir daño. Según Ducas, cuando Juneid llegó con su hermano y familia ante Yajshi este les cedió tiendas para que pernoctasen. Cuando Hamza se enteró de los acontecimientos, envió cuatro hombres a las tiendas, donde encontraron a Juneid roncando ruidosamente, pues no había dormido la noche anterior. Los soldados le aplastaron la cabeza y decapitaron a su hermano, su hijo y sus nietos. Irène Mélikoff afirma, por el contrario, que los prisioneros fueron ejecutados por Yajshi en venganza por la muerte de su hermana. Cuando el sultán se enteró de las muertes ordenó ajusticiar a Qurd y a su tío Hamza, prisioneros en Galípoli; con estas ejecuciones se extinguió el linaje aydıní.